# Nierfalen
Nierfalen of nierinsufficiëntie is de situatie die ontstaat als de nieren niet of nauwelijks meer werken. Dit heeft gevolgen voor vrijwel alle functies die normaal door een gezonde nier werden geregeld, zoals: urineproductie, zuivering van het bloed van medicijnen en afvalstoffen van het metabolisme (onder andere ureum), het zuur-base-evenwicht van het lichaam, de hormonale regulering van de bloeddruk, de hoeveelheid water in het lichaam, de concentratie van allerlei elektrolyten in het bloed, de vorming van rode bloedcellen.
De concentratie van stikstofverbindingen en afvalstoffen zoals ureum en creatinine in het bloed gaat omhoog. Een oud medisch woord hiervoor is azotemie. Ook natrium en kalium kunnen niet voldoende worden uitgescheiden. De vochtbalans komt in gevaar: gedronken vocht kan niet makkelijk worden uitgescheiden. Het lichaam verzuurt doordat er geen H+-ionen meer kunnen worden weggewerkt met de urine. De fosfaatbalans raakt van slag: door een te hoge concentratie fosfaat kan fosfaat samen met calcium neerslag vormen in weefsels en bloedbanen. Er ontstaat vaak anemie door gebrek aan epo, het hormoon dat de vorming van rode bloedcellen stimuleert. De bloeddruk stijgt onder andere door overvulling. Daarnaast verliest het lichaam waardevolle stoffen, zoals eiwit, omdat de nieren deze niet meer vast kunnen houden (niet kunnen resorberen). De hoeveelheid eiwit die dan wordt uitgescheiden met de urine, heet de eiwitklaring en is een maat voor de ernst van de nierinsufficiëntie.
In het verleden leidde dit syndroom onvermijdelijk tot de dood. De fatale afloop kon wat worden uitgesteld door een strikt dieet, met een vocht- en eiwitbeperking om de nieren zo veel mogelijk te ontlasten.
Een belangrijke oorzaak van nierfalen is combinatie van medicijnen. De aan ouderen regelmatig voorgeschreven combinatie van een op het angiotensinesysteen werkende bloeddrukverlager (ACE-remmer of Angiotensine II-receptorantagonist), een ontstekingsremmer (NSAID) en een diureticum (plaspil) is een belangrijke oorzaak van nierfalen en kan in potentie fataal aflopen.
Sinds 1945, toen de Nederlander Willem Johan Kolff in Kampen de eerste geslaagde experimenten deed met een functionerende kunstnier, is er weer hoop voor deze patiënten. Ze kunnen door nierdialyse vaak jarenlang in goede conditie worden gehouden en na een niertransplantatie uiteindelijk weer een normaal leven leiden, zelfs zonder dieet, zij het met medicatie.
In Nederland heeft de KNMP in 2014 een zakboekje uitgegeven met daarin de gevolgen voor het medicijngebruik bij verminderde nierfunctie.